# Scheemda
Scheemda (phát âmⓘ) là một đô thị ở đông bắc Hà Lan.

## Các trung tâm dân cư
Heiligerlee, Midwolda, Nieuw-Scheemda, Nieuwolda, Oostwold, Scheemda, ’t Waar và Westerlee.